# بنات ثانوي (فلم)
بنات ثانوي فيلم كوميدي مصري تم عرضه في 6 يناير 2020م، وبلغت الإيرادات أكثر من مليونين وستمائة ألف جنيه.

## قصة الفيلم[7]
تدور أحداث الفيلم عن قصة خمس فتيات في مرحلة المراهقة ويقعن في العديد من المتاعب والصعاب خلال مرحلة الثانوية.

## طاقم العمل

### الممثلين
- جميلة عوض
- مي الغيطي
- هنادي مهنا
- هدى المفتي
- مايان السيد
- محمد الشرنوبي
- محمد مهران
- أحمد صيام
- محمد جمعة
- إسماعيل شرف
- إيمي إسلام
- باسم موريس عدلي
- تامر هاشم

### إنتاج
- أحمد السبكي. (منتح)
- رضا السبكي   (منتج فني)
- خالد السبكي   (اشراف على الإنتاج)

### موسيقى
- شادي محسن   (مؤلف الموسيقى)
- شريف الوسيمي. (الموسيقي التصويريه)
- إلهامي دهيمة.   (موزع أغنية الفيلم)

### مونتاج
- رانيا المنتصر بالله   (مونتير)

### إخراج
- محمود كامل (مخرج)
- عماد فؤاد (مخرج منفذ)

### تأليف
- أيمن سلامة. (تاليف وسيناريو وحوار)

### ديكور
- تامر فايد   (مهندس ديكور)

### تصوير
- وليد جابر

### صوت
- أحمد سمير (مهندس الصوت)
- محمود خراط مهندس الصوت)
- طارق علوش.   (مكساج)

### اكسسوار
- عباس صابر
- محمد عباس صابر

### ستايلست
- مها بركة
- خالد عبد العزيز

### الماليه
- حامد صبحي. (مدير مالي)

### التوزيع
- كريم السبكي (التوزيع الداخلي والخارجي)

## وصلات خارجية
- بنات ثانوي على موقع IMDb (الإنجليزية)
- بنات ثانوي على موقع قاعدة بيانات الأفلام العربية
- بنات ثانوي على موقع قاعدة بيانات الفيلم (الإنجليزية)
- بنات ثانوي على موقع ليتربوكسد (الإنجليزية)
- بنات ثانوي على موقع كينوبويسك (الروسية)